# Космос-2098
Космос-2098 је један од преко 2400 совјетских вјештачких сателита лансираних у оквиру програма Космос.
Космос-2098 је лансиран са космодрома Плесецк, СССР, 28. августа 1990. Ракета-носач Космос је поставила сателит у орбиту око планете Земље. 